# Solway Firth
Pour les articles homonymes, voir Firth.

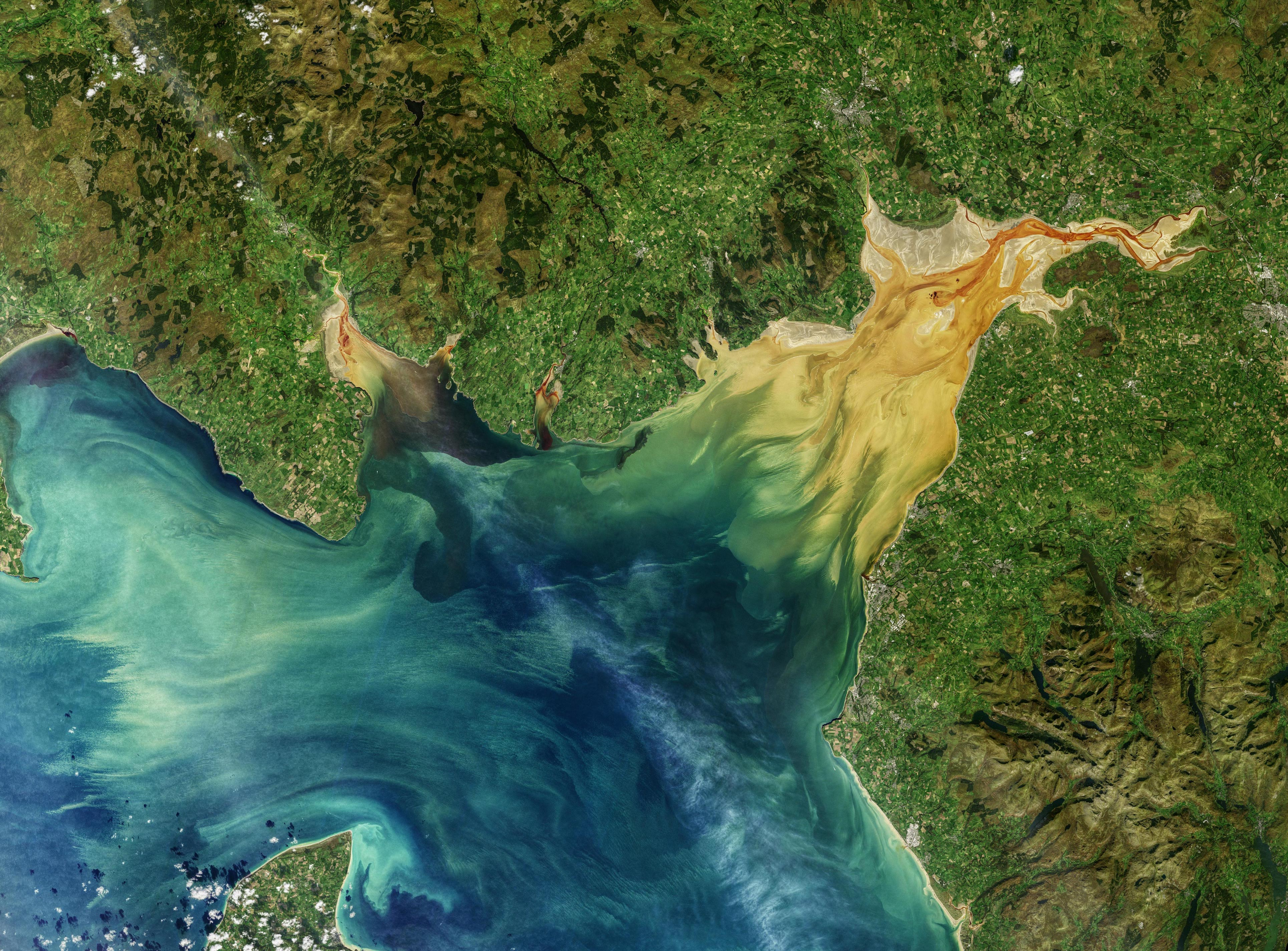
Sédiments et matière organique en suspension dans le Solway Firth. Le parc éolien de Robin Rigg se repère par des petits points blancs réguliers au milieu du golfe (voir Énergie éolienne au Royaume-Uni). Octobre 2019

Le golfe de Solway ou Solway Firth est un firth du Royaume-Uni constituant la frontière entre l'Angleterre et l'Écosse, entre les comtés de Cumbria et de Dumfries and Galloway. Il s'étire de la pointe de St. Bees qui se trouve juste au sud de Whitehaven en Cumbria, jusqu'au Mull of Galloway, à l'extrémité occidentale de Dumfries and Galloway. Le firth comprend une partie de la mer d'Irlande. 
Le littoral est caractérisé par des collines de faible altitude et des petites montagnes et souvent considéré comme le littoral le plus pittoresque des îles Britanniques. C'est principalement une zone rurale, la pêche et l'agriculture jouant encore un grand rôle dans l'économie locale, bien que celui du tourisme soit grandissant. De plus, il a également été utilisé pour le tournage de films tels que The Wicker Man avec Christopher Lee qui a été tourné près de Kirkcudbright.